# إرنست كون
إرنست كون (بالألمانية: Ernst Wilhelm Adalbert Kuhn)‏ هو مستشرق ومحرر ألماني، ولد في 7 فبراير 1846 في برلين في ألمانيا، وتوفي في 21 أغسطس 1920 في ميونخ في ألمانيا.